# Toyota Alessandro Volta
El Toyota Alessandro Volta es un automóvil conceptual híbrido construido por Toyota.

## Nomenclatura
El nombre del automóvil es en honor a Alessandro Volta.